# Jamesia
Jamesia ist eine Pflanzengattung aus der Familie der Hortensiengewächse (Hydrangeaceae). Sie umfasst zwei im südlichen Nordamerika heimische Arten. Der Gattungsname ehrt den amerikanischen Arzt und Botaniker Edwin P. James (1797–1861).

## Beschreibung
Jamesia sind laubabwerfende Sträucher. Die Blätter sind gestielt und am Rand gezähnt.
Die Blütenstände sind zymöse Rispen, die Zymen sind Dichasien, unfruchtbare Blüten fehlen.
Die vier bis fünf Kelchblätter liegen klappig übereinander. Die vier bis fünf dachziegelartig oder klappig angeordneten Kronblätter sind spatelförmig und weiß bis rosa.
Die Staubfäden der 8 bis 10 Staubblätter sind ahlenförmig, das Konnektiv der Staubbeutel ragt an deren Enden hervor. Die Griffel sind kurz mit langen Griffelästen oder die Griffeläste sind unverwachsen. Der mittelständige Fruchtknoten ist drei- bis fünffächrig. Die Frucht ist eine Kapsel, die sich zur Reife scheidewandspaltig öffnet, um die rund zwanzig (je Fach aber weniger als sechs) 0,5 bis 1 Millimeter langen, geflügelten Samen freizugeben.

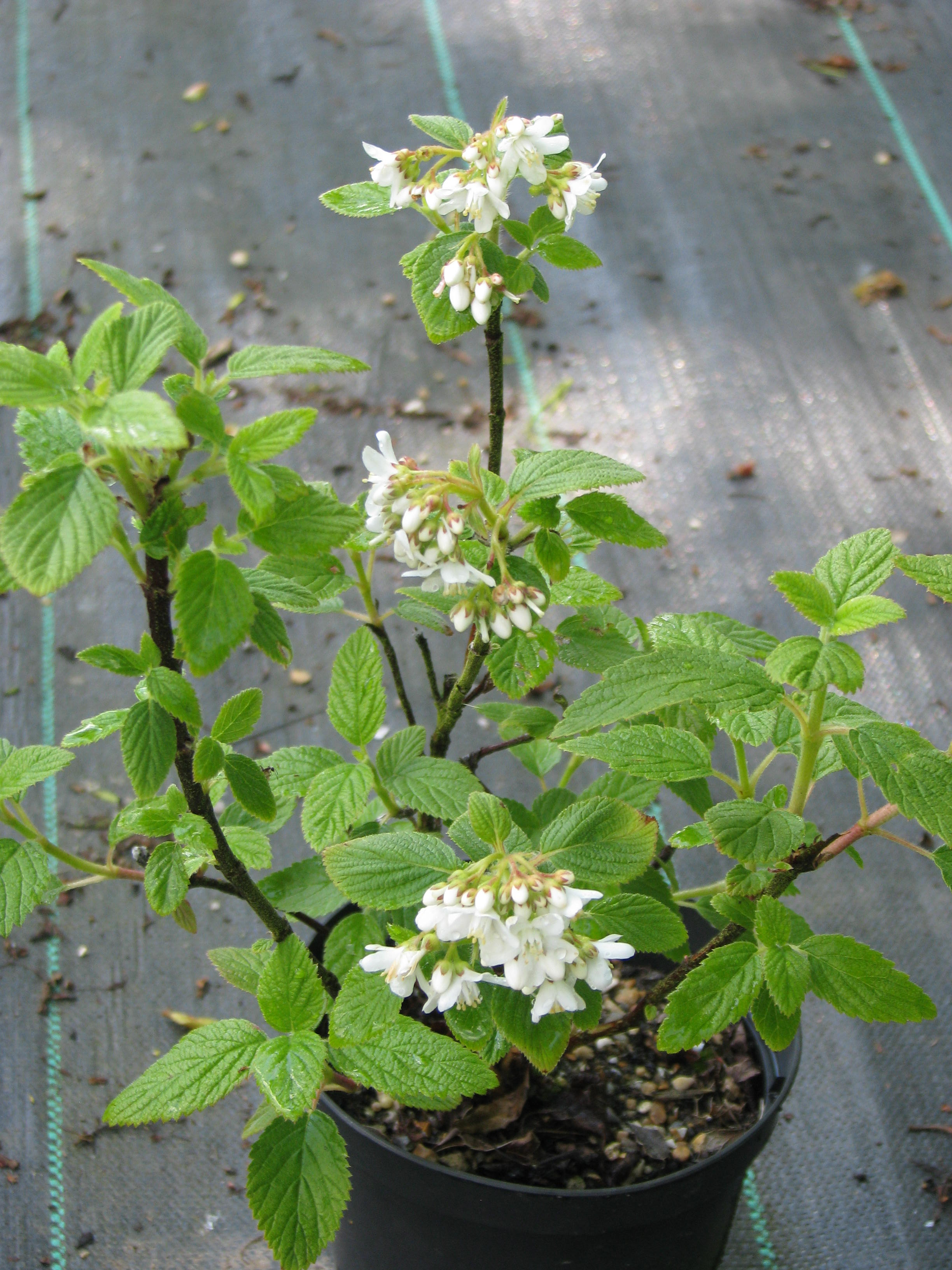
Jamesia americana

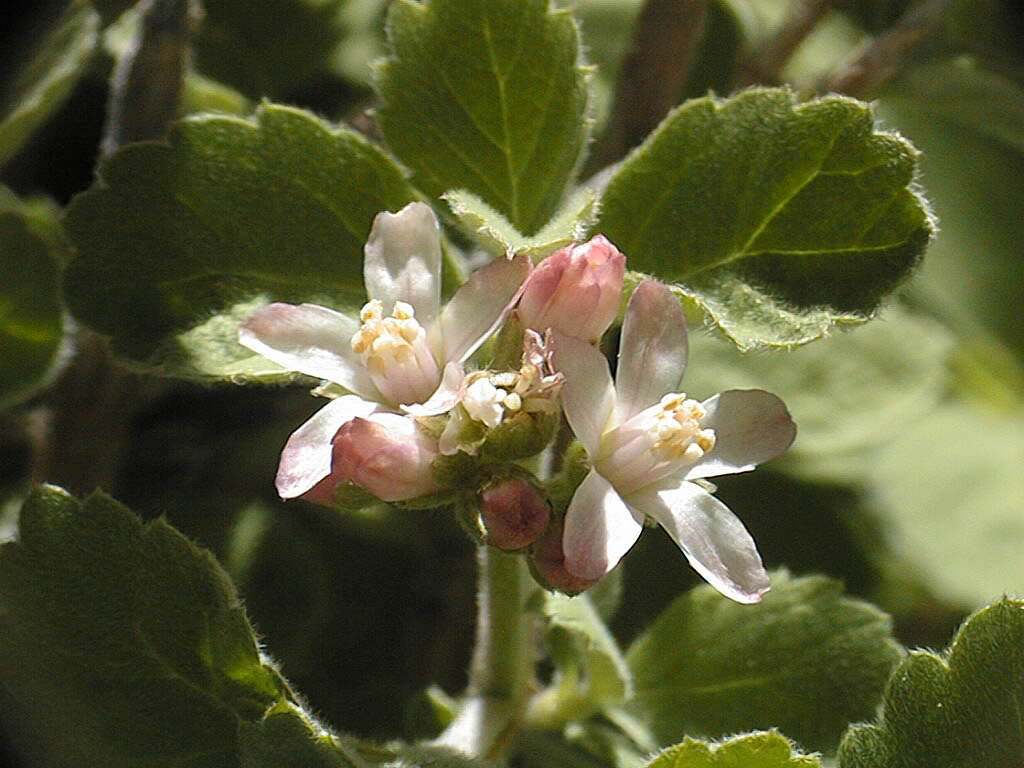
Jamesia americana var. rosea

Die Chromosomenzahl beträgt n=16.

## Verbreitung
Das Verbreitungsgebiet der Gattung reicht vom Großen Amerikanischen Becken bis in den Norden und Südwesten Mexikos, besonders häufig sind sie in den südlichen Rocky Mountains. Jamesia finden sich ausschließlich in Gebirgszügen.

## Systematik
Die Gattung wurde 1840 von John Torrey und Samuel Frederick Gray erstbeschrieben, Typusart ist Jamesia americana. Innerhalb der Familie wird sie in die Unterfamilie Jamesioideae gestellt, deren Typusgattung sie ist. Sie umfasst zwei Arten:
- Jamesia americana Torr. & A. Gray. Mit den Varietäten:
  - Jamesia americana var. americana: Sie kommt in Arizona, Wyoming, Colorado, New Mexico und in Mexiko in Höhenlagen zwischen 1500 und 3800 Metern Meereshöhe vor.[2]
  - Jamesia americana var. macrocalyx (Small) Engler: Sie kommt nur in Utah in Höhenlagen zwischen 1700 und 3700 Metern Meereshöhe vor.[2]
  - Jamesia americana var. rosea Purpus ex C. K. Schneider: Sie kommt in Kalifornien und in Nevada in Höhenlagen zwischen 2000 und 3700 Metern Meereshöhe vor.[2]
  - Jamesia americana var. zionis N. H. Holmgren & P. K. Holmgren: Sie kommt nur in Utah in Höhenlagen zwischen 1200 und 2500 Metern Meereshöhe vor.[2]
- Jamesia tetrapetala N.H.Holmgren & P.K.Holmgren: Sie kommt nur in Nevada und Utah in Höhenlagen zwischen 2000 und 3000 Metern Meereshöhe vor.[2]